# جانجدهار راو نيفالكار
كان مهراجا جانجادهار راو نيوكالار خامس راجا لجنسي الواقعة في شمال الهند، تابعة لإمبراطورية المراثا. لقد كان المهاراتية براهمين. كان ابن شيف راو بهاو ومن نسل راغوناث هاري نيوكار (الذي كان أول حاكم ليانسي تحت حكم ماراثا).
ينحدر أسلاف جانجادهار راو من عائلة براهمين في منطقة راتناجيري في ولاية ماهاراشترا. انتقل بعضهم إلى خانديش، عندما بدأ حكم البيشوا وخدموا مناصب مهمة في جيشي بيشوا وهولكار. عزز Raghunath Hari Newalkar نظام حكم Maratha في Bundelkhand ، ولكن مع تقدمه في السن، سلم مقاليد Jhansi إلى شقيقه الأصغر Shiv Rao Bhau. عند وفاة راغوناث راو الثالث في عام 1838، قبل الحكام البريطانيون شقيقه جانجادهار راو باعتباره رجا جانسى عام 1843.